# 공항

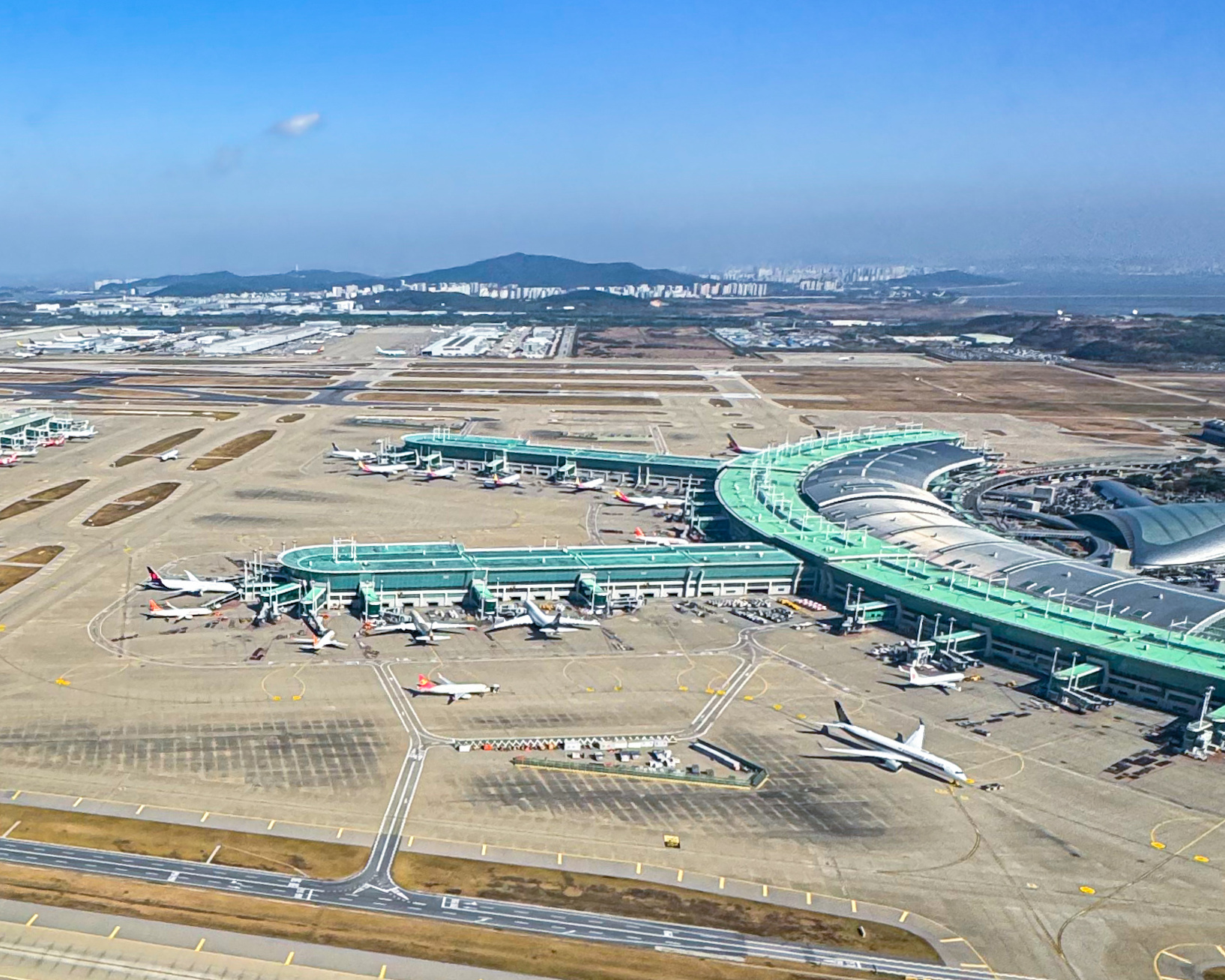
인천국제공항

공항(空港, 영어: airport)은 상업용 제반 항공기의 발착에 필요한 시설을 갖춘 공개비행장을 말한다. 주로 여객기·화물기 등의 항공기 이착륙에 이용한다. 항공기의 대형화와 항공기 대(臺)수의 증가로 공항시설의 확장이 대부분의 도시에서 요청된다.

## 역사
세계에서 가장 오래된 공항의 타이틀에는 논쟁의 여지가 있지만, 1909년 라이트 형제가 설립한 미국 메릴랜드주의 칼리지 파크 공항이 현재 운영 중인 세계에서 가장 오래된 이착륙장으로 간주되는 것이 보통이다. (범용 항공만 취급) 미국 애리조나주의 비스비 더글러스 국제공항은 1943년 프랭클린 D. 루스벨트에 의해 미국 최초의 국제 공항으로 선언되었다. 제트기 교통량이 증가하면서 공항 건설은 1960년대 붐이 일었다.

## 대한민국의 공항

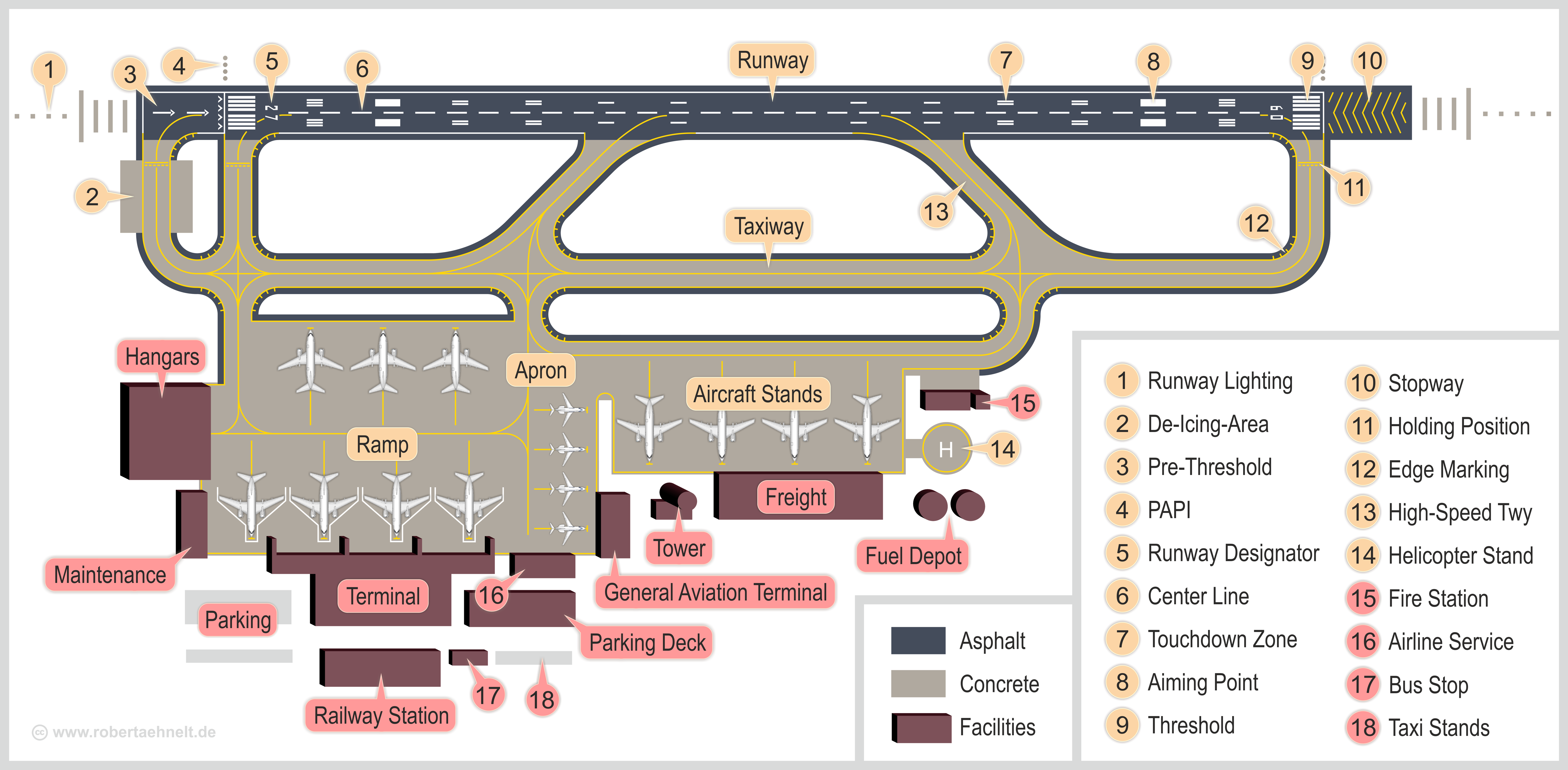
일반적인 공항의 구조. 대형 공항에는 활주로와 터미널이 더 많이 있다.

대한민국에는 서울의 김포국제공항, 부산의 김해국제공항, 제주의 제주국제공항 등이 국제공항으로의 현대화 계획에 의하여 확장·개발되었으며, 인천의 영종도와 용유도 사이의 간척지에 인천국제공항이 1996년 착공되어 2001년 3월 29일 개항하였다. 한편, 대한민국의 민간항공이 취항할 수 있는 곳은 김포, 김해, 진주, 제주, 속초, 울산, 강릉, 대구, 포항, 광주, 목포, 여수 등지로서 국제선의 발전과 함께 국내선의 발전을 더해 주고 있다. 현재 운영중인 국내공항으로는 인천국제공항공사에서 운영하는 인천국제공항이 있으며, 한국공항공사에서 운영하는 김포국제공항, 김해국제공항, 제주국제공항, 대구국제공항, 청주국제공항, 무안국제공항, 양양국제공항, 울산공항, 포항경주공항, 사천공항, 여수공항, 광주공항, 군산공항, 원주공항 등에서 운영하는 14개의 공항을 포함해서 총 15개의 운영중인 공항이 있다. 그리고 군산공항은 미군이 운영한다. 또한 현재 울릉도의 울릉공항과 흑산도의 흑산공항이 공사 중이며, 부산은 김해국제공항의 김해신공항 2단계 추진과 가덕도 신공항을 건립할 계획을 추진하고 있다.

## 세계의 공항

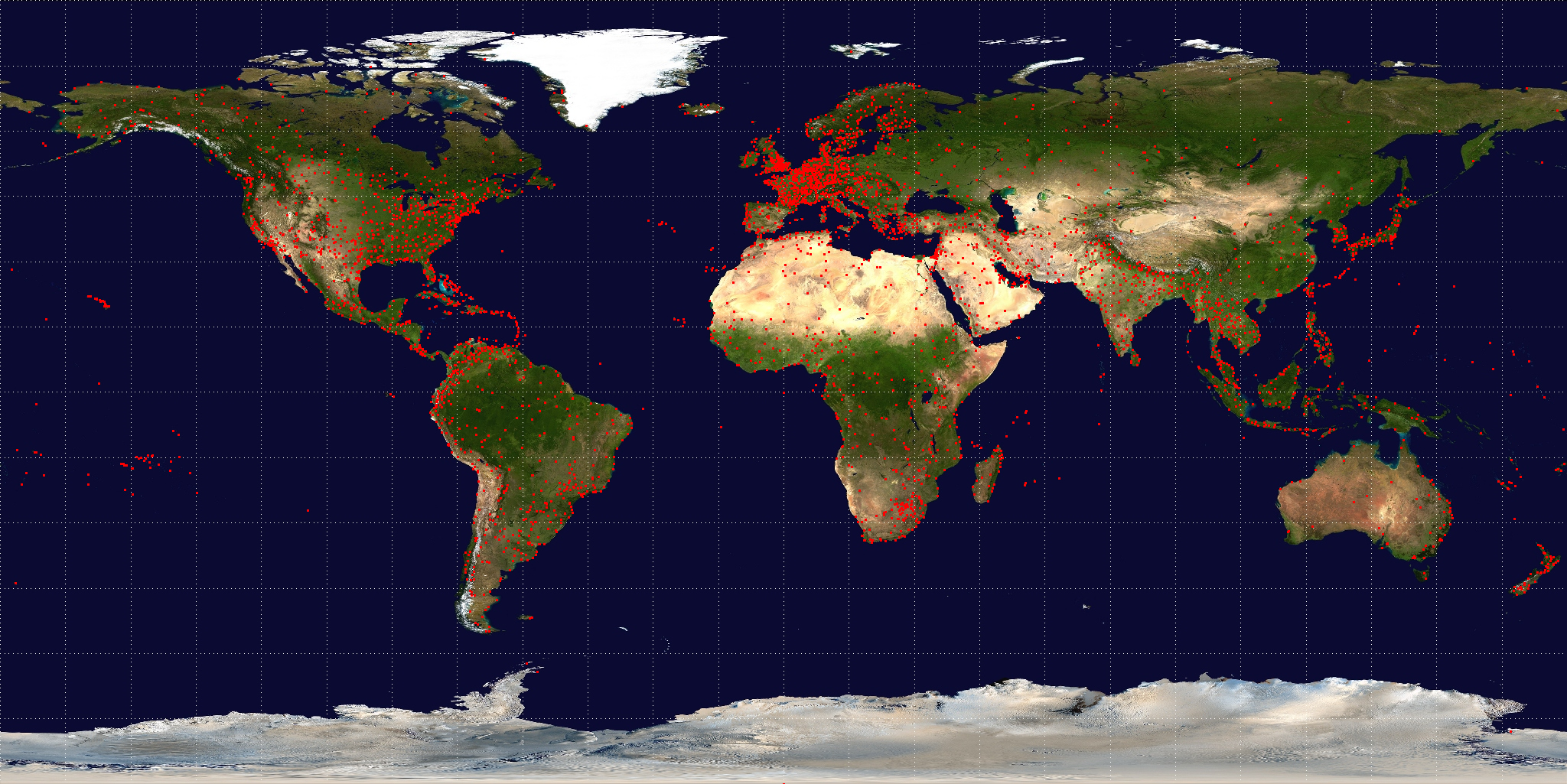
2008년 기준 전 세계의 공항

### 동북아시아의 공항
조선민주주의인민공화국에는 평양 순안 국제공항이 대표적으로 유명하며 일본에는 도쿄의 나리타 국제공항과 하네다 국제공항을 비롯, 오사카의 간사이 국제공항, 나고야의 주부 국제공항 등 103개의 공항을 보유하고 있고, 고쿠라 공항만 유일하게도 폐쇄되었다. 중화인민공화국에는 베이징 서우두 국제공항과 상하이 홍차오 국제공항이,
중화민국에는 타이베이 중정기장과 가오슝 국제공항이, 홍콩에는 홍콩 국제공항과 1998년 폐쇄되었던 카이탁 공항이, 마카오에는 마카오 국제공항이 대표적인 공항으로 자리잡고 있다.

### 동남아시아의 공항
태국에는 방콕에 위치한 수완나품 공항과 돈므앙 국제공항, 푸껫의 푸껫 국제공항이 대표적이고, 말레이시아에는 쿠알라룸푸르에 위치한 쿠알라룸푸르 국제공항이, 베트남에는 노이바이 국제공항, 냐짱의 깜라인 국제공항이, 싱가포르에는 싱가포르 창이 국제공항이 대표적인 공항으로 자리잡고 있다.

### 서남아시아의 공항
서남아시아의 경우 인도의 델리 국제공항, 뭄바이 국제공항, 첸나이 국제공항 등이 존재하며, 중동의 경우 아랍에미리트의 두바이 국제공항과 아부다비 국제공항이 있다.

## 대표적인 국제공항의 목록

### 아시아
- 대한민국
  - 김포국제공항
  - 인천국제공항
  - 김해국제공항
  - 제주국제공항
  - 대구국제공항
  - 양양국제공항
  - 무안국제공항
  - 청주국제공항
- 일본
  - 도쿄 국제공항
  - 나리타 국제공항
  - 간사이 국제공항
  - 주부 국제공항
  - 후쿠오카 공항
  - 니가타 공항
  - 신치토세 공항
  - 나하 공항
- 중국
  - 베이징 서우두 국제공항
  - 상하이 푸둥 국제공항
  - 상하이 훙차오 국제공항
  - 광저우 바이윈 국제공항
  - 청두 솽류 국제공항
  - 선전 바오안 국제공항
- 홍콩
  - 첵랍콕 국제공항
- 마카오
  - 마카오 국제공항
- 중화민국
  - 타이완 타오위안 국제공항
- 몽골
  - 칭기즈 칸 국제공항
- 조선민주주의인민공화국
  - 평양순안국제공항
- 베트남
  - 노이바이 국제공항
  - 떤선녓 국제공항
  - 다낭 국제공항
- 태국
  - 수완나품 국제공항
  - 돈므앙 국제공항
  - 푸켓 국제공항
- 필리핀
  - 니노이 아키노 국제공항
  - 막탄 세부 국제공항
- 말레이시아
  - 쿠알라룸푸르 국제공항
- 싱가포르
  - 싱가포르 창이 국제공항
- 인도네시아
  - 수카르노 하타 국제공항
  - 응우라라이 국제공항
- 인도
  - 차트라파티 시바지 국제공항
  - 인디라 간디 국제공항
  - 벵갈로르 국제공항
  - 첸나이 국제공항
- 캄보디아
  - 프놈펜 국제공항
- 미얀마
  - 양곤 국제공항
- 이란
  - 테헤란 이맘 호메이니 국제공항
- 아랍에미리트
  - 두바이 국제공항
  - 아부다비 국제공항
- 카타르
  - 하마드 국제공항
- 사우디아라비아
  - 킹 칼리드 국제공항
  - 킹 압둘아지즈 국제공항
- 이스라엘
  - 벤구리온 국제공항
- 튀르키예
  - 이스탄불 공항

### 유럽
- 영국
  - 히드로 공항
  - 개트윅 공항
  - 멘체스터 공항
- 스코틀랜드
  - 글래스고 공항
- 프랑스
  - 샤를 드골 국제공항
  - 파리 오를리 공항
  - 툴루즈 블라냑 공항
  - 마르세이유 프로방스 공항
  - 생텍쥐페리 국제공항
  - 니스 코트다쥐르 공항
- 독일
  - 프랑크푸르트암마인 공항
  - 뮌헨 국제공항
  - 함부르크 공항
  - 베를린 테겔 국제공항
  - 뒤셀도르프 국제공항
  - 퀼른 본 공항
- 이탈리아
  - 레오나르도 다 빈치 국제공항
  - 밀라노 말펜사 공항
- 네덜란드
  - 암스테르담 스히폴 국제공항
- 벨기에
  - 브뤼셀 국제공항
- 스페인
  - 마드리드 바라하스 국제공항
  - 바르셀로나 국제공항
- 스위스
  - 취리히 공항
  - 제네바 국제공항
- 오스트리아
  - 빈 국제공항
- 체코
  - 프라하 국제공항
- 헝가리
  - 부다페스트 리스트 페렌츠 국제공항
- 폴란드
  - 바르샤바 쇼팽 공항
  - 그단스크 레흐바에사 공항
  - 코페르니쿠스 브로차프 공항
- 덴마크
  - 코펜하겐 공항
- 노르웨이
  - 오슬로 공항
- 스웨덴
  - 스톡홀름 알란다 공항
- 핀란드
  - 헬싱키 공항
- 러시아
  - 도모데도보 국제공항
  - 셰레메티예보 국제공항
  - 풀코보 공항
  - 블라디보스토크 국제공항
  - 유즈노사할린스크 국제공항
- 우크라이나
  - 보리스필 국제공항
- 루마니아
  - 헨리 코안더 국제공항
- 세르비아
  - 베오그라드 니콜라 테슬라 공항
- 그리스
  - 아테네 국제공항

### 북아메리카
- 미국
  -  비스비 더글러스 국제공항
  - 존 F. 케네디 국제공항
  - 뉴어크 국제공항
  - 로스엔젤레스 국제공항
  - 하츠필드 잭슨 애틀랜타 국제공항
  - 오헤어 국제공항
  - 조지 부시 인터콘티넨털 국제공항
  - 로건 국제공항
  - 피닉스 스카이 하버 국제공항
  - 디트로이트 메트로폴리탄 웨인 카운티 공항
  - 샌프란시스코 국제공항
  - 덴버 국제공항
  - 시애틀 터코마 국제공항
  - 필라델피아 국제공항
  - 매캐런 국제공항
  - 댈러스 포트워스 국제공항
  - 워싱턴 덜레스 국제공항
  - 마이애미 국제공항
- 하와이
  - 호놀룰루 국제공항
- 캐나다
  - 토론토 피어슨 국제공항
  - 밴쿠버 국제공항
  - 피에르 엘리오트 트뤼도 국제공항
- 멕시코
  - 멕시코시티 국제공항
  - 캉쿤 국제공항
  - 미겔 이달고 이 코스티야 국제공항
- 쿠바
  - 호세 마르티 국제공항
- 도미니카 공화국
  - 산토도밍고 국제공항
- 코스타리카
  - 후안 산타마리아 국제공항
- 파나마
  - 토쿠멘 국제공항

### 남아메리카
- 브라질
  - 상파울루 구아룰류스 국제공항
  - 리우데자네이루 갈레앙 국제공항
  - 브라질리아 국제공항
- 아르헨티나
  - 미니스토로 피스타리니 국제공항
- 칠레
  - 코모도로 아르투로 메리노 베니테스 국제공항
- 우루과이
  - 카라스코 국제공항
- 페루
  - 호르헤 차베스 국제공항
- 콜롬비아
  - 엘도라도 국제공항
- 베네수엘라
  - 시몬 볼리바르 국제공항

### 아프리카
- 이집트
  - 카이로 국제공항
- 리비아
  - 트리폴리 국제공항
- 알제리
  - 우아리 부메디엔 공항
- 튀니지
  - 튀니스 카르타고 국제공항
- 모로코
  - 카사블랑카 국제공항
  - 마라케시 마레나 공항
- 케냐
  - 조모 케냐타 국제공항
- 에티오피아
  - 아디스아바바 볼레 국제공항
- 가나
  - 코토카 국제공항
- 나이지리아
  - 무르탈라 모하메드 국제공항
- 앙골라
  - 루안다 콰트루 드 페베레이루 공항
- ' 남아프리카 공화국
  - 케이프타운 국제공항
  - OR 탐보 국제공항

### 오세아니아
- 오스트레일리아
  - 시드니 국제공항
  - 멜버른 국제공항
  - 브리즈번 공항
  - 퍼스 공항
- 뉴질랜드
  - 오클랜드 국제공항
- 피지
  - 나디 국제공항
- 북마리아나 제도
  - 사이판 국제공항
- 괌
  - 괌 국제공항

### 남극
- 칠레
  - 에두아르도 프레이 몬탈바 기지
- 오스트레일리아
  - 케이시 기지
- 미국
  - 맥머도 기지

## 같이 보기
- 국제공항
- 공항 목록
- 항공 교통
- 대한민국의 공항
- 항공사
- 공항 보안
  - 폭발물흔적탐지기(en:Explosives trace detector, ETD)